# Victor Sjöström
Victor Sjöström (Silbodal, 20. rujna 1879. – Stockholm 3. siječnja 1960.) - švedski filmski glumac, scenarist i redatelj
Najpoznatiji je kao autor nijemih filmova 1910-ih i 1920-ih, koji su se odlikovali naturalističkim stilom i inzistiranjem na socijalnom realizmu. U 1920-im imao je uspješnu karijeru u Hollywoodu, ali se relativno slabo prilagodio dolasku zvučnog filma te prekinuo karijeru 1937.
Ostao je, međutim, aktivan kao glumac te je kasnijim generacijama poznat po nagrađenoj ulozi ostarjelog profesora u klasičnom Bergmanovom filmu Divlje jagode. Zbog ove uloge, dobio je nominaciju BAFTE za najboljeg glumca.